# Rynardt van Rensburg
Rynardt van Rensburg (Kroonstad, 23 maart 1992) is een Zuid-Afrikaans middellangeafstandsloper, die is gespecialiseerd in de 800 m. Hij nam eenmaal deel aan de Olympische Spelen en won hierbij geen medailles.

## Loopbaan
In 2015 behaalde van Rensburg de bronzen medaille op de 800 meter tijdens de Universiade in Gwangju. Van Rensburg maakte zijn olympisch debuut in 2016 op de Olympische Spelen van Rio de Janeiro. Op de 800 m sneuvelde hij in de halve finale. In zijn halve finale eindigde hij in een persoonlijk record van 1.45,33 op de 5e plaats, niet voldoende om zich te kwalificeren voor de finale. 

## Persoonlijke records
Outdoor
| Onderdeel | Prestatie | Datum           | Plaats   |
| --------- | --------- | --------------- | -------- |
| 400 m     | 47,87     | 25 maart 2017   | Pretoria |
| 600 m     | 1.15,58   | 30 januari 2015 | Pretoria |
| 800 m     | 1.45,15   | 3 juni 2018     | Hengelo  |
| 1500 m    | 3.49,16   | 25 april 2014   | Pretoria |
| Mijl      | 4.05,60   | 28 april 2014   | Pretoria |

## Prestaties

### 800 m
Kampioenschappen
- 2012: 5e in de reeksen Afrikaanse kamp. - 1.50,12
- 2013: 6e Universiade - 1.47,70
- 2015:  Universiade - 1.49,30
- 2015: 7e in de reeksen WK - 1.48,61
- 2016: 5e in ½ fin. OS - 1.44,81
- 2016:  Afrikaanse kamp. - 1.46,15
- 2017: 8e Universiade - 1.49,70